# Proosdij van Sint-Pieter
De Proosdij van Sint-Pieter was een proosdij die verbonden was aan de kapittelkerk van Sint-Pieter in de stad Utrecht.

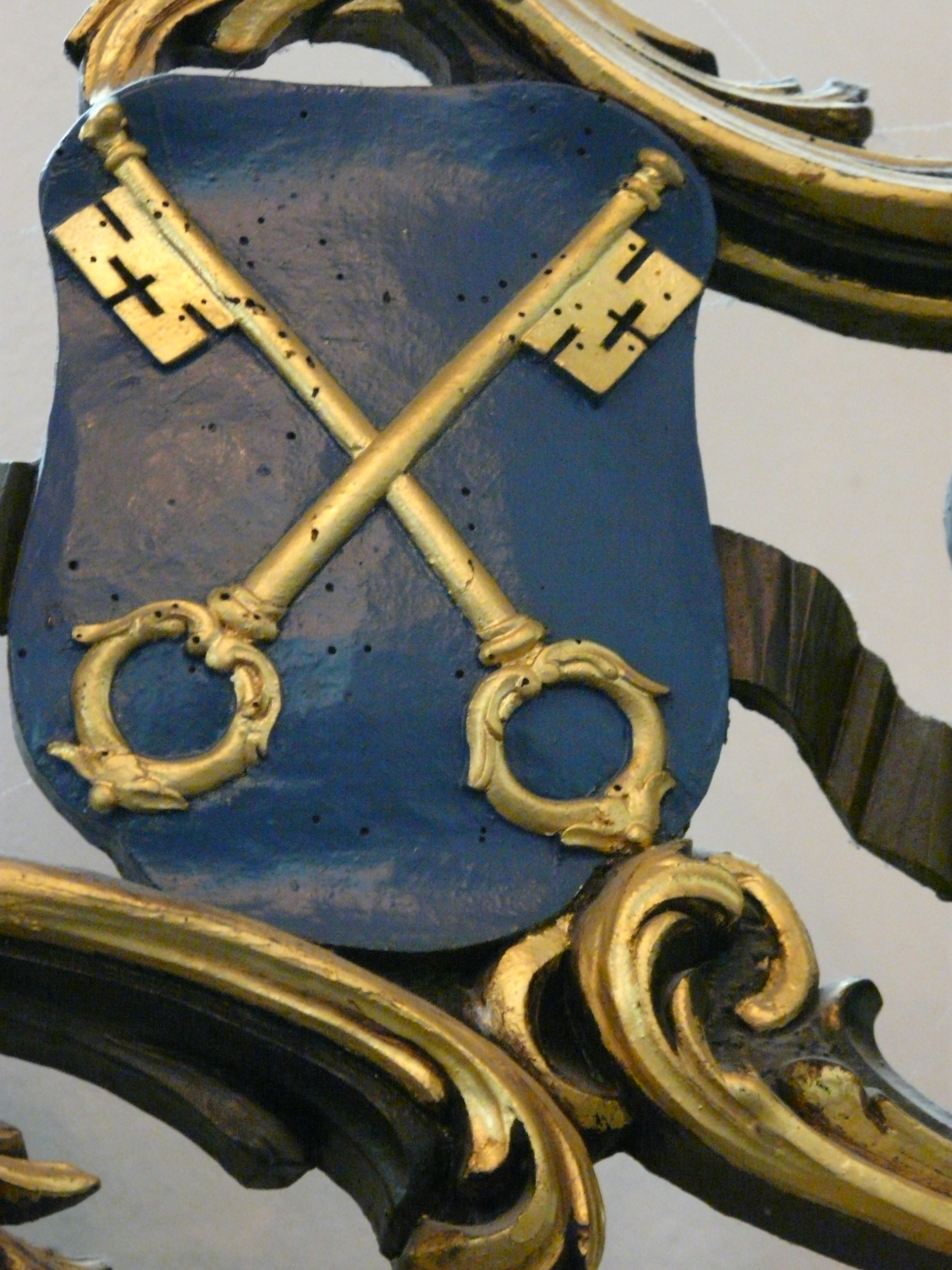
wapen van het kapittel van Sint-Pieter

De proost stond oorspronkelijk aan het hoofd van een seculier kapittel. Met het proostambt in het middeleeuwse bisdom Utrecht was het ambt van aartsdiaken verbonden. De proost had daardoor veel macht en was ook veel afwezig in verband met zijn taken. 
Tussen 1150 en 1250 ontwikkelde zich in de bisdommen van het Heilige Roomse Rijk een nieuwe situatie: de proost verloor zitting en stemrecht in het kapittel, dat onder leiding van de deken kwam te staan. Hiermee gepaard ging een scheiding van de bezittingen in proosdijgoederen en kapittelgoederen.
De proost werd aanvankelijk door het kapittel gekozen, maar later wist de paus zich van het benoemingsrecht meester te maken. Na de reformatie beschouwden de Staten van Utrecht zich als opvolger van de paus en benoemden zij vanaf 1595 een gereformeerde proost. Na de Bataafse Revolutie van 1795 werden de heerlijkheden en gerechten vervangen door gemeenten en verloor de proosdij zijn publieke functie. De laatste resten van de proosdij verdwenen bij de opheffing van de Utrechtse kapittels in 1811 door Napoleon.

## Bezittingen
De bezittingen van de proosdij bestonden onder meer uit:
1. Abcoude-Proostdij
2. Breukelen-Sint Pieters
3. Breukeleveen
4. Tienhoven (verkocht in 1621)
5. Reijerscop-Meerlo
6. Hof Espelo (Enschede)